# TOI-5205 b
TOI-5205 B는 2023년에 새로이 발견된 외계 행성이다. 목성형 행성에 속하는 행성이다.

## 특징
TOI-5205 B는 2023년에 최초로 발견된 외계 행성이며 목성형 행성에 속하는 가스 행성인 행성이다. 모항성은 M형 주계열성에 속하는 TOI-5205이며 모항성과 함께 같이 발견된 목성형의 가스 행성이다. 지구에서는 약 285광년 떨어진 곳에 위치하고 있다. 이 행성은 기존의 같은 목성형 행성과 차별되는 독특한 특징을 가진 행성인데 바로 적색 왜성이라고 불리는 M형 주계열성 중에서도 질량이 매우 작은 항성을 도는 목성형 가스 행성이라는 점이다. 보통 같은 목성형 행성은 최소 K형 주계열성 이상이거나 M형 주계열성 중에서도 질량이 큰 항성에서만 발견된 것이 일반적이였지만 TO1-5205 B는 이러한 천문학의 고정관념과 편견을 깨버린 목성형 가스 행성이 되기 때문에 2023년에 처음 발견됐을 때부터 천문학에 큰 파장을 불러 일으켰다. 발견되자마자 천문학계에선 일반적인 상식으론 도저히 존재할 수 없는 금단의 행성이라고 호칭됐을 정도였다. 공전주기는 대략 12일이란 시간을 두고 모항성을 공전하는 것으로 추정된다. 태양계에서 가장 큰 행성인 목성보다 겨우 4배 정도 큰 크기 밖에 안되는 작은 항성의 크기와 질량을 가진 적색왜성을 도는 것이 확인된 최초의 목성급 가스 행성으로 밝혀진 외계 행성이기 때문에 다른 목성형 가스 행성보다 천문학계에서 주목하는 행성이다.

## 같이 보기
- 천문학
- 외계 행성
- 목성형 행성